# عبد الله بن راشد بن كيوس
عبد الله بن راشد بن كيوس كان الوالي العباسي على طرسوس والأراضي الحدودية القيليقية (الثغور الشامية) بين الخلافة العباسية والإمبراطورية البيزنطية في عام 878.

## الحياة
في صيف 878، قاد 4000 رجل، في واحدة من الغارات العُرفيَّة (الصيفية) ضد المقاطعات الحدودية البيزنطية. وسار أولًا ضد حصون الحسين والمسكنين، وأخذ الكثير من الغنائم. ومع ذلك ، عندما عاد إلى الوراء، تم تطويقه في منطقة بوداندوس من قبل القوات المجمعة للأوامر البيزنطية في سلوقية، وبيسيدية، وقرة، وكوكب (منطقة غير معروفة) وهرشانا (خرشانون). كانت المعركة التي أعقبت ذلك كارثة على المسلمين، لم ينجُ منها سوى 500 أو 600 منهم. أُصِيبَ عبد الله نفسه بجروح بالغة وأُسِر إلى الإمبراطور باسل الأول المقدوني في القسطنطينية. من المحتمل أن تكون هذه المعركة هي نفسها هزيمة "أمير طرسوس" الذي لم يُذكَر اسمه من قبل الدارس المحلي أندرو السكيثي الذي ذكرته المصادر البيزنطية لنفس الفترة تقريبًا.
في وقت أَسْر عبد الله تقريبًا، انتقلت السيطرة على طرق وحصون قيليقية - كما هو الحال مع بقية سوريا - من الحكومة المركزية العباسية إلى الحاكم المستقل الطموح لمصر أحمد بن طولون، الذي عَيَّن تخشي خَلفًا لعبد الله. في العام التالي، أرسل الإمبراطور باسل عبد الله إلى جانب سجناء مسلمين آخرين والعديد من النسخ المأخوذة من القرآن هديةً إلى أحمد بن طولون لتخفيف التوتر.